# Chaetostoma niveum
Chaetostoma niveum är en fiskart som beskrevs av Fowler, 1944. Chaetostoma niveum ingår i släktet Chaetostoma och familjen Loricariidae. Inga underarter finns listade i Catalogue of Life.